# III. gimnazija Maribor
III. gimnazija Maribor (znana tudi kot Mariborsko učiteljišče) je ena izmed gimnazij v Sloveniji.
III. gimnazija Maribor je kot izobraževalna institucija dobila začetek že leta 1863. To je bilo eno izmed dveh učiteljišč - nunsko namreč - in šola je veljala za eno najboljših, kjer se je zbirala vsa intelektualna in socialna smétana, saj je šola slovela po izvrstni kakovosti. 
Verjetno najbolj poznani in ugledni ravnatelj gimnazije v njeni celotni zgodovini je bil prof. Henrik Schreiner (1850-1920), ki je šoli dal pomembne temelje. Poleg njega je bil precej razvpit ravnatelj še Franc Robič, ki je bil poslanec tako v državnem kot tudi v štajerskem deželnem zboru ter profesor. 
Šola je skozi svojo dolgo zgodovino menjala več imen in zdajšnje dobila leta 1990. Tukaj so že prej delovali razni pedagoški programi, ki so bili tudi najprej dveletni, triletni, štiriletni  in petletni, a so jih nato skrajšali v štiri letne programe splošne gimnazije in srednje vzgojiteljske smeri.